# Episodi di Melrose Place (terza stagione)
La terza stagione della serie televisiva Melrose Place, composta da 32 episodi, è andata in onda negli Stati Uniti sul canale FOX dal 12 settembre 1994 al 22 maggio 1995.
In Italia la serie è andata in onda su Italia 1.
Laura Leighton, dopo essere stata una presenza praticamente fissa della stagione precedente, viene aggiunta ai crediti d'apertura sempre nel ruolo di Sydney Andrews.
Marcia Cross appare in tutti gli episodi della stagione sempre nel ruolo della dott.ssa Kimberly Shaw venendo però sempre accreditata come una semplice guest star.
Jack Wagner interpreta il ruolo del dott. Peter Burns in quindici episodi; inizialmente l'attore era protagonista di un arco di episodi concluso con la sua partecipazione al doppio episodio 3x17-18, ma verrà invece reintrodotto nel doppio episodio finale di stagione. Wagner sarà in seguito tra i protagonisti della serie a partire dalla quarta stagione fino all'ultima.
Kristin Davis interpreta il ruolo di Brooke Armstrong in dieci episodi; sarà in seguito tra i protagonisti della quarta stagione.
Patrick Muldoon interpreta il ruolo di Richard Hart nel doppio episodio finale di stagione; sarà tra i protagonisti della quarta stagione.
| nº | Titolo originale                               | Titolo italiano           | Prima TV USA      | Prima TV Italia |
| -- | ---------------------------------------------- | ------------------------- | ----------------- | --------------- |
| 1  | I Am Curious, Melrose                          | Fra incubi e realtà       | 12 settembre 1994 |                 |
| 2  | It's a Bad World After All                     | Un mondo di trappole      | 19 settembre 1994 |                 |
| 3  | Inlaws and Outlaws                             | La maschera               | 26 settembre 1994 |                 |
| 4  | Grand Delusions                                | I tasselli mancanti       | 3 ottobre 1994    |                 |
| 5  | Non-Sexual Healing                             | Crimini del cuore         | 10 ottobre 1994   |                 |
| 6  | No Strings Attached                            | Liberi da legami          | 17 ottobre 1994   |                 |
| 7  | The Crook, The Creep, His Lover and Her Sister | Tempesta magnetica        | 24 ottobre 1994   |                 |
| 8  | Love Reeks                                     | Scherzi d'amore           | 31 ottobre 1994   |                 |
| 9  | Dr. Jekyll Saves His Hide                      | Nuove attrazioni          | 7 novembre 1994   |                 |
| 10 | And Justice for None                           | Ingiustizie per tutti     | 14 novembre 1994  |                 |
| 11 | The Days of Wine and Vodka                     | Vino e vodka              | 21 novembre 1994  |                 |
| 12 | The Doctor That Rocks the Cradle               | Chi dondolerà la culla    | 28 novembre 1994  |                 |
| 13 | Just Say No                                    | In fondo al bicchiere     | 5 dicembre 1994   |                 |
| 14 | Sex, Drugs and Rockin' the Cradle              | Cuori nella tempesta      | 12 dicembre 1994  |                 |
| 15 | Holiday on Ice                                 | La resa dei conti         | 19 dicembre 1994  |                 |
| 16 | Bye Bye Baby                                   | Intrighi incrociati       | 2 gennaio 1995    |                 |
| 17 | They Shoot Mothers, Don't They? (Part 1 e 2)   | Disperazione di una madre | 16 gennaio 1995   |                 |
| 18 | They Shoot Mothers, Don't They? (Part 1 e 2)   | Guerra aperta             | 16 gennaio 1995   |                 |
| 19 | Another Perfect Day in Hell                    | L'inferno                 | 23 gennaio 1995   |                 |
| 20 | Boxing Sydney                                  | Aiuto aiuto               | 6 febbraio 1995   |                 |
| 21 | St. Valentine's Day Massacre                   | Anime al pascolo          | 13 febbraio 1995  |                 |
| 22 | Breakfast at Tiffany's, Dinner at Eight        | Complotti e passione      | 20 febbraio 1995  |                 |
| 23 | And the Winner Is...                           | Colpita alle spalle       | 27 febbraio 1995  |                 |
| 24 | Love and Death 101                             | Errori del passato        | 13 marzo 1995     |                 |
| 25 | To Live and Die in Malibu                      | Il fratello prodigo       | 20 marzo 1995     |                 |
| 26 | All About Brooke                               | Doppio gioco              | 3 aprile 1995     |                 |
| 27 | Melrose Impossible                             | In fondo all'anima        | 10 aprile 1995    |                 |
| 28 | A Hose By Any Other Name                       | Lunga vita alla regina    | 1º maggio 1995    |                 |
| 29 | Kiss Kisss Bang Bang                           | Vendetta contro vendetta  | 8 maggio 1995     |                 |
| 30 | Framing of the Shrews                          | Tessendo la tela          | 15 maggio 1995    |                 |
| 31 | The Big Bang Theory (Part 1 e 2)               | Cambiano le carte         | 22 maggio 1995    |                 |
| 32 | The Big Bang Theory (Part 1 e 2)               | Tutto in una notte        | 22 maggio 1995    |                 |

## Fra incubi e realtà
- Titolo originale: I Am Curious, Melrose
- Diretto da: Charles Correll
- Scritto da: Charles Pratt Jr.

### Trama
A San Francisco, Alison prova a convincere la sorella a denunciare il padre per aver abusato di entrambe in giovane età, ma Meredith rifiuta l'idea di rendere la vicenda di pubblico dominio. Nel frattempo, John Parker riesce a infiltrarsi nell'abitazione della figlia maggiore e minaccia Alison di ucciderla; Meredith lo blocca puntandogli una pistola, ma il padre si lancia in una colluttazione che finirà grazie all'intervento di Billy, arrivato in città dopo aver appreso delle violenze del signor Parker dalla moglie.
Tornati a Melrose, Alison e Billy progettano di sposarsi a Las Vegas; tuttavia, dopo aver parlato con Amanda, Alison decide che la sua priorità è cercare giustizia. Billy lascia l'appartamento.
Jake rompe con Amanda e si prende una pausa dalle relazioni sentimentali rifugiandosi nella sua barca. Una notte, fa salire a bordo una donna, Brittany Maddocks, tuffatasi in acqua dopo una furiosa litigata con il marito ubriaco.
Sydney va in carcere a far visita alla sorella, ma Jane sospetta che sia stata proprio lei a investire Michael e la denuncia. Disperata, la ragazza cerca l'appoggio di Kimberly che si offre di fornirle un alibi, mentendo. Sydney viene quindi arrestata e Jane rilasciata.
Michael, che ha subito danni cerebrali simili a quelli dell'incidente di Kimberly, si sveglia dal suo stato d'incoscienza privo di memoria.
- Altri interpreti: Carmen Argenziano (dott. Stanley Levin), Jason Azikiwe (poliziotto), Marcia Cross (dott.ssa Kimberly Shaw), Dorothy Fielding (signora Parker), Kathy Ireland (Brittany Maddocks), Monte Markham (John Parker), Anthony Tyler Quinn (tenente Tim Truman), Tracy Nelson (Meredith Parker).
- Nota. Nella sigla d'apertura viene aggiunta Laura Leighton (Sydney Andrews).

## Un mondo di trappole
- Titolo originale: It's a Bad World After All
- Diretto da: Jeffrey Melman
- Scritto da: Frank South

### Trama
Il padre di Sydney arriva in città per far visita alla figlia in carcere e per ingaggiare un buon avvocato; il signor Andrews si convince anche della necessità di mandare la figlia in un manicomio criminale e cerca l'aiuto di Jane dal momento che sono richieste le firme di due familiari per far internare una persona. Solo Matt si dimostra disposto a credere all'innocenza di Sydney e rafforza la sua opinione dopo esser andato a trovare Michael - dimesso dall'ospedale e tornato presso la casa sulla spiaggia -, poiché si rende conto in prima persona che Kimberly ha fornito al compagno una versione distorta del loro passato.
Giunte in Wisconsin, Alison e Meredith si presentano in tribunale per denunciare il padre, ma, quando le due sorelle si rendono conto che il signor Parker è un membro molto apprezzato all'interno della comunità locale e amico intimo del giudice, Meredith decide di andarsene. Neanche Alison intende continuare con l'azione legale; prima di ripartire, però, si presenta a un barbecue a casa dei genitori e affronta il padre di fronte agli amici e riesce a strappargli una confessione.
Amanda convince Billy a fornirle del materiale dell'Escapade Magazine per presentare un'offerta per una campagna pubblicitaria. Scoperto da Nancy, Billy viene licenziato, ma Bruce gli offre un lavoro alla D&D.
Jake passa la notte con Brittany, ignorando che la donna è in realtà una complice di Palmer Woodward, deciso a vendicarsi del ragazzo.
- Altri interpreti: Casey Biggs, Marcia Cross (dott.ssa Kimberly Shaw), Dorothy Fielding (signora Parker), James Hampton (Harry Alan), Ken Howard (George Andrews), Kathy Ireland (Brittany Maddocks), Stanley Kamel (Bruce Teller), James Karen (giudice Mike Thomas), Monte Markham (John Parker), Tim Russ (Roger Chambers), Wayne Tippit (Palmer Woodward), Andrew Williams (Chris Marchette), Meg Wittner (Nancy Donner), Tracy Nelson (Meredith Parker).
- Nota. Jo non appare nell'episodio.

## La maschera
- Titolo originale: Inlaws and Outlaws
- Diretto da: Paul Lazarus
- Scritto da: Darren Star

### Trama
Chris, divenuto il compagno di Jane, le comunica che senza la firma di Michael salterà il loro accordo commerciale. Jane si presenta quindi alla casa sulla spiaggia insieme a Matt - il quale inizia a frugare fra gli effetti di Kimberly e trova una serie di parrucche - e non ha difficoltà a convincere l'ex marito a firmare i documenti necessari alla trattativa con Chris. Matt si reca in ospedale e affronta Kimberly togliendole la parrucca che indossa e la donna gli promette vendetta.
L'avvocato propone a Sydney di patteggiare confessando il tentato omicidio in cambio della libertà vigilata; Jane si offre come garante per la sorella ed è disposta ad assumerla presso il suo atelier, ma Sydney si rifiuta di accettare in quanto innocente. Dopo una tentata violenza da parte di un inserviente del manicomio criminale, Sydney cambia idea.
Alison lascia Billy dopo che ha scoperto che il ragazzo ha accettato il lavoro alla D&D senza prima chiederle un'opinione a proposito.
Palmer si presenta dalla figlia in cerca di ospitalità prima di abbandonare definitivamente il paese.
Jo riceve la visita dei genitori di Reed e, dopo un'iniziale diffidenza, confessa di aspettare il loro nipotino. Rimane quindi sconvolta quando riceve una lettera dal tribunale che le comunica che i signori Carter sono intenzionati a ottenere l'affidamento del bambino.
- Altri interpreti: Penny Fuller (Marilyn Carter), Jerry Hardin (Dennis Carter), Kathy Ireland (Brittany Maddocks), William Schallert (dott. Curtis), Wayne Tippit (Palmer Woodward), Michael Tomlinson (dott. Lewis), Andrew Williams (Chris Marchette), Marcia Cross (dott.ssa Kimberly Shaw).
- Nota. Da questo episodio Marcia Cross viene accredita nei titoli di testa come "Kimberly Shaw".

## I tasselli mancanti
- Titolo originale: Grand Delusions
- Diretto da: Victoria Hochberg
- Scritto da: Kimberly Costello

### Trama
Sydney si trasferisce a casa di Jane e inizia a lavorare come sua assistente; si presenta poi da Michael come "Miranda" e tenta di sedurlo.
Alla fine di una cena, Michael recupera la memoria quando un'auto per poco non lo investe. Il giorno dopo si presenta da Sydney facendole credere di essere attratto da lei, ma la lascia legata al letto. In seguito Michael chiede a Kimberly di prendere una decisione: o è intenzionata ad amarlo o a ucciderlo.
Al lavoro la tensione tra Billy e Alison raggiunge il culmine quando la ragazza rifiuta una pubblicità scritta da Billy, della quale Amanda si mostra entusiasta.
Jo si presenta dai Carter per cercare un accordo, ma trova solo ostilità e rabbia.
Palmer rivela alla figlia di dover estinguere un debito di 500 000 dollari prima di lasciare la città e cerca l'aiuto di Amanda dal momento che i soldi sono chiusi in una cassetta di sicurezza a lei intestata. Amanda accetta, ma la sua delusione cresce quando si accorge della scomparsa del padre con la valigetta dei soldi. Amanda, allora, comunica all'FBI della visita del padre.
Palmer rapisce Jake e si dirige con la Pretty Lady al largo per raggiungere Brittany sul suo catamarano alla volta del Messico. Brittany, tuttavia, ferisce Palmer con un colpo di pistola, recupera i soldi e propone a Jake di rifarsi una vita con lei in Messico. Jake rifiuta e, allontanandosi, Brittany aziona un detonatore che fa saltare in aria la barca di Jake.
- Altri interpreti: Penny Fuller (Marilyn Carter), Jerry Hardin (Dennis Carter), Kathy Ireland (Brittany Maddocks), Wayne Tippit (Palmer Woodward), Andrew Williams (Chris Marchette), Marcia Cross (dott.ssa Kimberly Shaw).
- Nota. Matt non appare nell'episodio.

## Crimini del cuore
- Titolo originale: Non-Sexual Healing
- Diretto da: Charles Correll
- Scritto da: Allison Robbins

### Trama
Amanda viene informata dell'esplosione della Pretty Lady e lo comunica agli amici del condominio che ne rimangono sconvolti, soprattutto Jo.
Jake viene infine ritrovato dalla guardia costiera abbracciato a una boa. Ritornato a Melrose, si reca immediatamente da Amanda per comunicarle della morte di Palmer, ignorando Jo che si sente offesa. Quest'ultima affronta l'amico e ne nasce una violenta discussione che porta Jake a lasciare le chiavi del suo appartamento a Matt e a partire con la sua motocicletta.
Jane propone a Sydney di chiedere a Michael la sua quota della Jane Mancini Designs come condizione di divorzio, ma Michael riesce a sedurre Sydney e a farle firmare un accordo per una buona uscita di soli 5 000 dollari.
Alla D&D viene assunta una nuova segretaria, Elizabeth Wyatt, che dovrà assistere sia Billy sia Alison, ma che si dimostra subito interessata al ragazzo.
- Altri interpreti: Heather Campbell (Elizabeth Wyatt), Wayne Tippit (Palmer Woodward), Andrew Williams (Chris Marchette), Marcia Cross (dott.ssa Kimberly Shaw).

## Liberi da legami
- Titolo originale: No Strings Attached
- Diretto da: Paul Lazarus
- Scritto da: Dee Johnson

### Trama
Jo e Amanda litigano su chi sia la responsabile dell'improvvisa fuga di Jake, il quale, nel frattempo, ha raggiunto il padre biologico, Vince Connors. Vince accetta di ospitare il figlio per qualche giorno, a patto che il ragazzo non riveli la loro parentela, dal momento che Jake è il frutto di una relazione extraconiugale di Vince. Dopo un chiarimento, Jake segue il consiglio del padre e torna a Melrose Place.
Una gelosa Alison si lamenta del lavoro di Elizabeth con Amanda, la quale decide di licenziare la segretaria senza tanti preavvisi, suscitando ulteriore tensione tra Billy e Alison. Quest'ultima decide quindi di ubriacarsi e di portarsi a casa un ragazzo conosciuto da Shooters, che non si rivela essere un gentiluomo.
Sydney viene molestata telefonicamente da Chris, il quale le manda uno sgradito regalo per il suo compleanno e tenta un approccio fisico con lei. Sydney prova a raccontare la verità a Jane, ma questa crede che si tratti dell'ennesimo tentativo della sorella di rovinarle la vita.
Il dottor Peter Burns prende il posto del dottor Levin come capo dell'ospedale presso il quale lavorano Kimberly e Michael apportando subito dei cambiamenti: Kimberly viene rimossa dal suo incarico di responsabile dei servizi sociali - in seguito anche ad alcune lamentele da parte di Matt - e Michael viene avvertito di cambiare atteggiamento.
L'FBI comunica a Jake che gli sarà versata una ricompensa di 50 000 dollari per la cattura di Brittany.
- Altri interpreti: Raymond J. Barry (Vince Connors), Heather Campbell (Elizabeth Wyatt), Joel Gretsch (Mitch Sheridan), Karen Landry (signora Connors), Andrew Williams (Chris Marchette), Jack Wagner (dott. Peter Burns), Marcia Cross (dott.ssa Kimberly Shaw).
- Nota. Da questo episodio viene introdotto il personaggio di Peter Burns, interpretato dall'attore Jack Wagner, che rimarrà nel cast fino alla fine della serie, dirigendo anche alcune puntate.

## Tempesta magnetica
- Titolo originale: The Cook, the Creep, His Lover and Her Sister
- Diretto da: Scott Paulin
- Scritto da: Carol Mendelsohn

### Trama
Amanda suggerisce a Jake d'investire i soldi della ricompensa nell'acquisto di un immobile e Jake decide di comprare Shooters. Amanda inoltre chiede a Jake di consegnare una lettera a Jane nella sua boutique; Chris riceve Jake e, scambiandolo per un fattorino, fa dei commenti squallidi su Sydney. Jake riferisce l'accaduto a Jane, ma la donna non gli crede e decide di licenziare Sydney e di cacciarla dal suo appartamento. Secondo i termini della libertà vigilata, Sydney è costretta a tornare in ospedale se non lavora; Jake le offre allora un posto da cameriera.
Alison riceve la visita di un'amica del college, Susan Madsen, che sta andando a Santa Barbara dove inizierà a lavorare come chef in un nascente ristorante. Il progetto, tuttavia, non va in porto e Alison le chiede di restare a vivere con lei.
Il dottor Burns rifiuta il consenso a Michael e a Kimberly di essere i protagonisti di una pubblicità della D&D per una marca di caffè per non danneggiare l'immagine dell'ospedale, ma, una volta conosciuta Amanda, cambia idea a patto che la donna sia disposta a cenare con lui.
Rimasta sola da Shooters a occuparsi della chiusura del locale, Sydney viene raggiunta da Chris che minaccia d'internarla se non andrà a letto con lui e tenta di violentarla.
- Special guest star: Cheryl Pollak (Susan Madsen).
- Altri interpreti: Stanley Kamel (Bruce Teller), Andrew Williams (Chris Marchette), Jack Wagner (dott. Peter Burns), Marcia Cross (dott.ssa Kimberly Shaw).

## Scherzi d'amore
- Titolo originale: Love Reeks
- Diretto da: Richard Lang
- Scritto da: Frank South

### Trama
Sydney cerca conforto da Jake dopo il tentato stupro da parte di Chris. Jake vorrebbe affrontare subito Chris, ma Amanda lo informa che lui e Jane sono partiti per Las Vegas. Temendo che lo scopo del loro viaggio sia il matrimonio, Sydney convince Michael e Kimberly a seguirli e interrompere le nozze per evitare, così, che Chris entri nella Mancini Designs.
Susan dice ad Alison di aver trovato un lavoro; in realtà sta organizzando un'uscita a quattro con Billy, Amanda e Peter. Alla fine della serata, Billy e Susan si baciano sul portone di casa e Alison, vedendoli, riprende a bere e caccia l'amica dal suo appartamento.
A Las Vegas, Michael e Kimberly riescono a fermare le nozze e, approfittando della cappella a loro disposizione, decidono di sposarsi. Al loro ritorno, Peter licenzia Michael in quanto si è assentato dal lavoro senza giustificazione.
Jo viene ricoverata d'urgenza per una gastrite causata dallo stress dovuto all'azione legale dei signori Carter; Kimberly si offre di aiutarla.
Sydney e Jake passano la notte insieme.
- Special guest star: Cheryl Pollak (Susan Madsen).
- Altri interpreti: Andrew Williams (Chris Marchette), Jack Wagner (dott. Peter Burns), Marcia Cross (dott.ssa Kimberly Shaw).

## Nuove attrazioni
- Titolo originale: Dr. Jekyll Saves His Hide
- Diretto da: Charles Correll
- Scritto da: Chip Hayes

### Trama
Sydney si pente di aver trascorso la notte con Jake e vorrebbe abbandonare Melrose Place e la città; Jake, tuttavia, riesce a convincerla a restare e a dare una chance alla loro relazione.
Michael chiede ad Amanda di mettere una buona parola con Peter affinché venga riassunto, in cambio è disposto a cederle la sua quota della Mancini Designs; Amanda accetta e Jane decide di lasciarle il 25% dell'attività una volta uscito di scena l'ex marito. In questo modo, Michael riesce a ottenere di nuovo il lavoro all'ospedale, ma si rifiuta di portare a termine l'accordo con Amanda ricattandola con una registrazione nella quale la donna critica Peter e Jane.
Alison riesce a riappacificarsi con Susan, ma a un party della D&D - il cui catering è curato dall'amica - si presenta ubriaca e attacca Susan, la quale decide di trasferirsi nell'appartamento di Billy.
La prima udienza della causa per l'affidamento del bambino di Jo è alle porte.
Matt incontra casualmente Jeffrey e scopre che l'ex fidanzato ha lasciato la marina ed è tornato a Los Angeles perché sieropositivo.
- Special guest star: Cheryl Pollak (Susan Madsen).
- Altri interpreti: Jason Beghe (Jeffrey Lindley), Stanley Kamel (Bruce Teller), Tom O'Rourke (John Taylor), John Saxon (Henry Waxman), Andrew Williams (Chris Marchette), Jack Wagner (dott. Peter Burns), Marcia Cross (dott.ssa Kimberly Shaw).

## Ingiustizie per tutti
- Titolo originale: And Justice for None
- Diretto da: Chip Chalmers
- Scritto da: Kimberly Costello

### Trama
L'udienza per stabilire l'affidamento del bimbo che Jo porta in grembo ha inizio e la donna si trova in difficoltà quando vengono chiamati a testimoniare i suoi amici e vicini: Jane viene messa in cattiva luce dall'avvocato dei Carter per via dei precedenti penali di Sydney, Matt per la sua omosessualità, Jake per aver devastato l'appartamento di Jo. Alison - che Jo vorrebbe nominare madrina del nascituro in caso di necessità -, invece, non rilascia la sua dichiarazione, dal momento che si presenta drogata in tribunale, dopo aver folleggiato tutta la notte con Zack Phillips, un produttore musicale conosciuto a un party aziendale. Durante lo stesso party, Bruce è vittima di un attacco di cuore e Peter suggerisce ad Amanda di approfittare della situazione per scalare i vertici della D&D.
Matt decide di riprendere la sua relazione con Jeffrey, nonostante i dubbi iniziali.
Kimberly scopre di essere diventata sterile in seguito all'incidente stradale.
- Special guest star: Cheryl Pollak (Susan Madsen).
- Altri interpreti: Jason Beghe (Jeffrey Lindley), Brian Bloom (Zack Phillips), William Frankfather (giudice David Johnson), Penny Fuller (Marilyn Carter), Jerry Hardin (Dennis Carter), Stanley Kamel (Bruce Teller), David Newsom (Williams), John Saxon (Henry Waxman), Andrew Williams (Chris Marchette), Jack Wagner (dott. Peter Burns), Marcia Cross (dott.ssa Kimberly Shaw).

## Vino e vodka
- Titolo originale: The Days of Wine and Vodka
- Diretto da: Martin Pasetta
- Scritto da: Allison Robbins

### Trama
Susan e Billy invitano Alison e Zack a festeggiare il Giorno del Ringraziamento insieme a loro. All'ultimo momento, Zack non si presenta all'appuntamento e Alison, ubriaca, si reca nell'appartamento degli amici; i tre arrivano a litigare animatamente poiché Alison non riesce ad ammettere di avere un problema d'alcolismo. La ragazza, quindi, si dirige con la costosa auto sportiva - acquistata perché incoraggiata da Zack - a casa del ragazzo; durante il percorso, però, investe un giovane ciclista.
Un'irrequieta Kimberly, scoperto che la procedura per adottare un bambino è più lunga del previsto, chiede al suo medico curante se è in grado di procurarle un bimbo attraverso il mercato clandestino.
Jo, persa la causa di affidamento, si lascia convincere da Kimberly a farsi aiutare a inscenare un parto prematuro e una conseguente morte del bambino per poter poi lasciare la città e continuare a vivere col nascituro. Le due donne passano quindi la giornata assieme nella casa sulla spiaggia da sole - Michael ha un doppio turno in ospedale - per discutere dei dettagli.
Un uomo si presenta da Shooters chiedendo a Jake di pagare il pizzo in cambio di protezione; il ragazzo si rifiuta e viene barbaramente picchiato. Più tardi, Chris contatta Sydney e le rivela di avere conoscenze nell'ambito delle organizzazioni criminali e di aver mandato lui quell'estorsore da Jake; per impedire che situazioni simili si verifichino in futuro, Chris propone a Sydney di andare a letto con lui.
Matt e Jeffrey si rifiutano di passare il Ringraziamento dai genitori di Matt dopo che questi non accettano di presentare la coppia come tale agli amici di famiglia e ai parenti.
Amanda rivela ad alcuni clienti dell'attacco di cuore di Bruce, nel tentativo di subentrare al suo capo, mentre Peter inizia ad acquistare anonimamente delle azioni della D&D.
- Special guest star: Cheryl Pollak (Susan Madsen).
- Altri interpreti: Jason Beghe (Jeffrey Lindley), Brian Bloom (Zack Phillips), James Handy (Matt Fielding Sr.), Stanley Kamel (Bruce Teller), Claudette Nevins (Constance Fielding), Al Sapienza (Mr. Black), Raymond Singer (dottore di Kimberly), Andrew Williams (Chris Marchette), Jack Wagner (dott. Peter Burns), Marcia Cross (dott.ssa Kimberly Shaw).

## Chi dondolerà la culla
- Titolo originale: The Doctor Who Rocks the Cradle
- Diretto da: Richard Lang
- Scritto da: Dee Johnson

### Trama
Alison viene arrestata per aver investito un ragazzo in bicicletta mentre era alla guida della sua auto in stato d'ebbrezza. In carcere, telefona a Billy per chiedergli di pagare la cauzione.
Bruce trova un investitore per un'eventuale fusione della D&D, ormai prossima al fallimento; l'accordo, tuttavia, salta nel momento in cui si verifica una fuga di notizie sulla salute di Bruce stesso. Quest'ultimo, scoperto che la fonte è Amanda, la licenzia.
Jane ottiene 500 000 dollari dalla ditta di Chris e incarica quest'ultimo di versare l'assegno sul suo conto bancario, al quale ha accesso anche lui. Chris, invece, incassa l'assegno e rapisce Sydney.
Kimberly e Jo dicono a tutti che passeranno il weekend a Santa Barbara, in realtà si recano alla casa sulla spiaggia per indurre il parto. In seguito si spostano in ospedale dove dichiarano che il bimbo è nato morto; Kimberly sostituisce il feto senza vita di una sua paziente con il bimbo di Jo e ne dispone la cremazione. Secondo gli accordi, Kimberly dovrà tenere il bambino finché Jo non verrà a riprenderselo per partire alla volta di New York, ma, giunta alla casa sulla spiaggia, Jo viene allontanata da Kimberly.
- Special guest star: Cheryl Pollak (Susan Madsen).
- Altri interpreti: Brian Bloom (Zack Phillips), Stanley Kamel (Bruce Teller), David Newsom (Williams), Andrew Williams (Chris Marchette), Jack Wagner (dott. Peter Burns), Marcia Cross (dott.ssa Kimberly Shaw).
- Nota. Michael e Matt non appaiono nell'episodio.

## In fondo al bicchiere
- Titolo originale: Just Say No
- Diretto da: Victoria Hochberg
- Scritto da: Carol Mendelsohn

### Trama
Bruce assegna ad Alison il posto vacante di Amanda, ma la prima riunione del nuovo management viene interrotta da Peter che comunica di far parte del consorzio di medici che ha acquistato la maggioranza delle azioni della D&D; Bruce viene licenziato e Amanda nominata presidente. Billy riceve una promozione e come primo compito deve licenziare Alison. Matt, tuttavia, gli offre una via d'uscita: se Alison accetta di farsi curare in una clinica per la disintossicazione dall'alcool, per legge non potrà essere licenziata.
Chris porta Sydney a Las Vegas e inizia a regalarle dei gioielli e dei vestiti costosi che vengono accettati di buon grado dalla ragazza. Quando Chris perde i soldi di Jane al gioco, Sydney contatta Jake e gli chiede di raggiungerla. Il ragazzo si presenta con Jane e Michael e tutt'e tre si mostrano scettici nel credere alla versione di Sydney. Jane e Michael decidono di fermarsi a Las Vegas e passano la notte insieme, il mattino dopo Jane se ne va senza rimpianti.
Jo distrugge la vetrata per entrare nella casa sulla spiaggia e recuperare il suo bambino, ma Kimberly chiama la polizia che allontana Jo la quale non è in grado di dimostrare di essere la madre naturale del neonato.
Bruce si toglie la vita impiccandosi nell'ufficio di Amanda e lasciandole un biglietto.
Billy, Susan e Matt affrontano Alison affinché si faccia curare; la ragazza accetta, ma durante il viaggio, a una fermata per fare benzina, scappa. In seguito, tuttavia, si presenta in clinica di sua volontà.
- Special guest star: Cheryl Pollak (Susan Madsen).
- Altri interpreti: Stanley Kamel (Bruce Teller), Kenneth Tigar (impiegato), Andrew Williams (Chris Marchette), Jack Wagner (dott. Peter Burns), Marcia Cross (dott.ssa Kimberly Shaw).

## Cuori nella tempesta
- Titolo originale: Sex, Drugs and Rockin' the Cradle
- Diretto da: Parker Stevenson
- Scritto da: Frank South

### Trama
Alison, in riabilitazione alla clinica Twin Oaks, si scontra con un altro paziente, un quarterback con problemi di alcolismo e di dipendenza dal sesso, Terry Parsons, il quale sostiene che la ragazza non sia ancora completamente consapevole del proprio problema con l'alcool. Quando però Billy non si presenta a una riunione organizzata tra i pazienti e i loro amici e Alison scappa dalla clinica nel cuore della notte per andare a ubriacarsi in un bar, sarà proprio Terry a occuparsi della ragazza e a farle passare la sbronza.
Il bambino di Jo, ribattezzato da Kimberly Michael Jr., viene ricoverato da Michael per via di un'infezione alla gola, nonostante le proteste della donna. Jo riesce a convincere Michael a eseguire il test del DNA sul bimbo e, anche se gli esami rivelano la parentela con Jo, Michael non è disposto ad affidarlo alla madre naturale.
I sentimenti di Peter verso Amanda cambiano radicalmente diventando più ossessivi e la donna decide di ridimensionare la loro relazione.
Matt invita Jeffrey ad abitare insieme, ma il ragazzo si mostra dubbioso, specialmente dopo che Matt rivela ai vicini la sieropositività del fidanzato, violandone la privacy.
Jake lascia Sidney, dopo che quest'ultima gli rivela di essere andata a letto con Chris per evitare che Jake fosse vittima della mafia.
Michael manda un mazzo di fiori a Jane, la quale fa consegnare il bouquet alla casa sulla spiaggia. Kimberly, su tutte le furie, minaccia di divorziare dal dottore in caso di tradimento.
Billy scopre che Susan aveva taciuto di aver ricevuto una telefonata da Alison nella quale invitava i due amici all'incontro alla Twin Oaks e decide di allontanarla dal suo appartamento; Susan, di risposta, interrompe la storia con Billy perché ritiene il ragazzo ancora troppo legato ad Alison.
- Special guest star: Cheryl Pollak (Susan Madsen).
- Altri interpreti: Jason Beghe (Jeffrey Lindley), David James Elliott (Terry Parsons), Francesca P. Roberts (Marcia), John Saxon (Henry Waxman), Jack Wagner (dott. Peter Burns), Marcia Cross (dott.ssa Kimberly Shaw).
- Nota. La sequenza nella quale Alison raggiunge il bar è ripresa per intero dall'episodio precedente. Il priapismo di cui si dice affetto Terry - il desiderio di possedere ogni donna che conosce e di abbandonarla dopo la conquista - non ha nulla a che vedere con il priapismo reale.

## La resa dei conti
- Titolo originale: Holiday on Ice
- Diretto da: Charles Correll
- Scritto da: Kimberly Costello

### Trama
Jo chiede aiuto a Matt per riuscire a ottenere di nuovo il suo bambino; i due si presentano da Peter raccontandogli l'accaduto. Il dottor Burns minaccia, quindi, di licenziare Michael e di farlo radiare dall'albo dei medici per il suo comportamento; Michael si vede infine costretto ad affidare il bimbo a Jo, approfittando di un doppio turno di Kimberly, la quale, non trovando Michael Jr. al suo ritorno, tenta il suicidio per annegamento nell'oceano.
Jane convince Sydney a passare il Natale assieme ai loro genitori.
Terry ammette di essere geloso di Billy e di nutrire dei sentimenti per Alison.
Jeffrey inizia a regalare a Matt degli oggetti costosi e gli offre un viaggio in crociera per le vacanze natalizie, convinto di doversi godere la vita prima della sua imminente morte; Matt, tuttavia, non approva l'atteggiamento del ragazzo e i due finiscono per lasciarsi.
Amanda, in preda a una terribile influenza, inizia ad avere degli incubi nei quali Bruce le fa visita per mostrarle un Natale che da bambina aveva passato da sola e il suo futuro funerale, al quale non prenderà parte nessuno, nemmeno Peter, divenuto suo marito. Bruce invita Amanda anche ad aprire gli occhi sulla vera natura di Peter. Ripresasi dalla malattia, la donna si reca prima da Alison in clinica per scusarsi per la sua ostilità, poi da Donna Teller, sorella di Bruce, e si offre di pagare personalmente le rette del college dei figli di Bruce che non avrebbero potuto permettersele diversamente.
Kimberly avverte anonimamente i Carter che il figlio di Jo non è nato morto.
- Altri interpreti: Jason Beghe (Jeffrey Lindley), David James Elliott (Terry Parsons), Penny Fuller (Marilyn Carter), Stanley Kamel (Bruce Teller), Paul Linke (operatore del gruppo di supporto dei sieropositivi), Mary Gordon Murray (Donna Teller), Wayne Tippit (Palmer Woodward), Jack Wagner (dott. Peter Burns), Marcia Cross (dott.ssa Kimberly Shaw).
- Nota. L'episodio è un chiaro omaggio a Canto di Natale di Charles Dickens.

## Intrighi incrociati
- Titolo originale: Bye, Bye Baby
- Diretto da: Jefferson Kibbee
- Scritto da: Allison Robbins

### Trama
Amanda chiede a Michael d'investigare su alcuni fondi che riceve Peter: il dottore scopre che i soldi sono destinati a una ricerca chiusa ufficialmente anni prima. Invece di riferire le sue scoperte ad Amanda, però, Michael decide di ricattare Peter.
Alison, uscita da Twin Oaks, fatica a reinserirsi nella sua vecchia vita, soprattutto al lavoro dove trova l'astio di Amanda che vorrebbe licenziarla. Billy si offre di aiutare l'amica in questa delicata fase, ma Alison inizia a frequentare Terry anche al di fuori della clinica.
Peter assume Caitlin Mills alla D&D; il compito della donna è quello di rendere più efficiente l'operato dell'agenzia pubblicitaria e, come prima mossa strategica, Caitlin programma un completo rinnovamento del personale con le sole eccezioni di Billy - per il quale nutre una profonda attrazione - e Alison, poiché anche Caitlin ha un passato da alcolista. In seguito, Billy sorprende Caitlin a letto con Peter, ma, dopo essersi consultato con Alison, decide di non riferire l'accaduto ad Amanda.
Jo, in cerca di una babysitter per il figlio che ha deciso di chiamare Austin, assume Emily Byron, una tata di origini inglesi che si dimostra molto affidabile e rassicurante. Venuta a sapere che Jo ha programmato di trasferirsi di nuovo a New York con il bambino, Emily si offre di accompagnare entrambi all'aeroporto, ma, una volta adagiato Austin sul seggiolino dell'auto, ingrana la marcia e scappa.
- Special guest star: Jasmine Guy (Caitlin Mills).
- Altri interpreti: Antoinette Byron (Emily Baldwin), David James Elliott (Terry Parsons), Nicholas Mele (dott. Roth), Jack Wagner (dott. Peter Burns), Marcia Cross (dott.ssa Kimberly Shaw).

## Disperazione di una madre
- Titolo originale: They Shoot Mothers, Don't They? (1)
- Diretto da: Charles Correll
- Scritto da: Dee Johnson e Carol Mendelsohn

### Trama
Jo, convinta che dietro la fuga di Emily con Austin ci sia Kimberly, si presenta in ospedale per affrontare la donna, la quale nega ogni coinvolgimento ma le rivela di aver contattato i Carter per dire loro che il nipote non era nato morto. Jo manda a terra Kimberly colpendola con un pugno.
Matt convince Billy che, per stare vicino ad Alison, deve partecipare ad alcuni incontri degli Alcolisti Anonimi; presentandosi proprio durante un intervento della ragazza, Billy scopre che Alison frequenta Terry.
Amanda aumenta l'affitto di tutti gli inquilini di Melrose; Sydney, in difficoltà economica, si mette alla ricerca di una coinquilina e finisce per conoscere Rikki Abbott, anche lei cameriera.
Matt accetta d'investigare per conto di Amanda su Peter e su Michael, in cambio del blocco dell'affitto, e scopre i fondi che Peter riceve per una ricerca chiusa anni prima.
Peter e Caitlin organizzano un modo per far licenziare Amanda: Caitlin ottiene un contratto con una ditta di assicurazioni che chiede come clausola di sottoporre tutti i dipendenti della D&D all'esame antidroga e il conseguente licenziamento di chiunque risulti positivo e Peter somministra ad Amanda delle pillole a base di marijuana facendole credere che siano antibiotici.
Jo convince Jake ad andare con lei alla ricerca di Austin; i due passano la notte insieme ma la ragazza non intende riprendere la loro relazione. Giunti all'abitazione sul lago dei Carter, i due vedono sopraggiungere Emily con il bambino. Jake si reca alla più vicina cabina del telefono per denunciare il rapimento, raccomandando a Jo di non muoversi dalla macchina, ma quando Jo sente piangere il bambino, si avvicina alla casa e viene scoperta da Dennis Carter che le spara alle spalle.
- Special guest star: Jasmine Guy (Caitlin Mills).
- Altri interpreti: Antoinette Byron (Emily Baldwin), David James Elliott (Terry Parsons), Matthew Faison (rappresentante della compagnia d'assicurazione), William Frankfather (giudice David Johnson), Penny Fuller (Marilyn Carter), Jerry Hardin (Dennis Carter), Traci Lords (Rikki Abbott), David Newsom (Williams), John Saxon (Henry Waxman), Ramy Zada (Martin Abbott), Jack Wagner (dott. Peter Burns), Marcia Cross (dott.ssa Kimberly Shaw).
- Nota. La settimana prima della messa in onda di quest'episodio, negli Stati Uniti, venne trasmesso uno speciale (l'unico della serie) condotto da Daphne Zuniga che presentava i venti momenti più salienti di Melrose Place. Darren Star e Aaron Spelling, rispettivamente creatore e produttore esecutivo del telefilm, introdussero la prima posizione, ovvero la scena in cui Kimberly si toglie la parrucca allo specchio mostrando una profonda cicatrice in Relazioni dal passato.

## Guerra aperta
- Titolo originale: They Shoot Mothers, Don't They? (2)
- Diretto da: Charles Correll
- Scritto da: Dee Johnson e Carol Mendelsohn

### Trama
Austin viene affidato a un nido in attesa che il tribunale di Los Angeles decida a chi lasciarne la custodia. Dennis Carter viene arrestato per il tentato omicidio di Jo, ma rilasciato dopo il pagamento della cauzione; Marilyn, la moglie, fa visita a Jo in ospedale e le promette che la battaglia per l'affidamento sarà lunga e dolorosa.
Billy confessa ad Amanda di aver visto Peter in intimità con Caitlin. La donna riesce a recuperare una pillola che le aveva prescritto il fidanzato e chiede a Matt di farla analizzare: la capsula contiene THC, il principio attivo della marijuana. I tempi di un'eventuale causa sono però troppo lunghi ad Amanda si vede costretta a bleffare con Peter facendogli credere di avere le prove per incastrare lui e Caitlin davanti al consiglio della D&D. Messo alle strette, Peter chiede a Michael di portare Amanda in ospedale per offrirle una cospicua somma di denaro per pagare il suo silenzio. Giunta in ospedale, tuttavia, Amanda viene aggredita da Peter che le somministra un farmaco che induce dolori addominali per giustificare un intervento di appendicectomia non necessario. L'operazione viene affidata a Michael, il quale, in sala operatoria ha un ripensamento e aggredisce Peter. Burns viene infine arrestato; Amanda e Michael si presentano di fronte al consiglio della D&D e riescono a far cacciare Caitlin.
Dopo una partita persa a Miami, Terry vorrebbe affogare i propri dispiaceri nella bottiglia, ma Alison riesce a fargli cambiare idea. In seguito il ragazzo chiede ad Alison di sposarlo, ma quando la ragazza scopre Terry a letto con un'altra donna, interrompe bruscamente la loro relazione.
Sydney si fa convincere da Rikki a partecipare agli incontri Martin Abbott, il suo guru.
Jo dice addio al suo bambino dopo che ha deciso di darlo in adozione per far cessare la guerra coi Carter.
- Special guest star: Jasmine Guy (Caitlin Mills).
- Altri interpreti: Antoinette Byron (Emily Baldwin), David James Elliott (Terry Parsons), Matthew Faison (rappresentante della compagnia d'assicurazione), William Frankfather (giudice David Johnson), Penny Fuller (Marilyn Carter), Jerry Hardin (Dennis Carter), Traci Lords (Rikki Abbott), David Newsom (Williams), John Saxon (Henry Waxman), Ramy Zada (Martin Abbott), Jack Wagner (dott. Peter Burns), Marcia Cross (dott.ssa Kimberly Shaw).

## L'inferno
- Titolo originale: Another Perfect Day in Hell
- Diretto da: Chip Chalmers
- Scritto da: Frank South

### Trama
Il nuovo capo del personale del Wilshire Memorial, il dottor Calvin Hobbs, incarica Matt di coordinare una valutazione psicologia obbligatoria su tutto il personale dell'ospedale. Kimberly, preoccupata, minaccia Matt, ma il ragazzo non si lascia intimidire e la donna incarica due delinquenti di aggredirlo mandandolo in ospedale il tempo sufficiente per modificare i risultati negativi del suo test.
Meredith si presenta a Los Angeles per chiarirsi con la sorella dopo il mancato processo al padre. La ragazza, inoltre, confessa ad Alison di non essere mai riuscita ad andare a letto con un uomo per colpa della violenza subita da bambina; Alison incoraggia la sorella a scegliere un look più provocante, mentre Meredith cerca di avvicinarsi a Billy.
I nuovi modelli di Jane vengono fatti a brandelli; l'appartamento di Jo viene forzato e le sue macchine fotografiche rubate; il locale di Jake viene vandalizzato. Tutt'e tre accusano Sydney di essere la responsabile di questi atti incivili; in realtà, la colpevole è Rikki che cerca d'isolare Sydney dai suoi amici e di farla cadere nella setta di cui Martin è il guru.
Billy si accorge che Amanda sembra piuttosto pallida e stanca e chiede a Michael di visitarla con discrezione; la diagnosi del dottor Mancini è davvero preoccupante.
- Altri interpreti: Traci Lords (Rikki Abbott), Francis X. McCarthy (dott. Calvin Hobbs), Tom Schanley (John Rawlings), Ramy Zada (Martin Abbott), Tracy Nelson (Meredith Parker), Marcia Cross (dott.ssa Kimberly Shaw).

## Aiuto aiuto
- Titolo originale: Boxing Sydney
- Diretto da: Richard Lang
- Scritto da: Stevie Stern

### Trama
Amanda è convinta che Michael stia cercando di approfittarsi della sua salute per trarne vantaggio e chiede il consulto di un secondo medico che però conferma la diagnosi del dottor Mancini: Amanda è affetta dal linfoma di Hodgkin. Michael obbliga la donna a ridurre lo stress al lavoro; Amanda, che vorrebbe tenere la vicenda privata, ne parla solo con Billy che a sua volta informa Alison.
John Rawlings, il detective che si occupa dell'aggressione di Matt, si mette a pedinare Kimberly e, con una scusa, la costringe a scendere dall'auto, le mette le manette e la minaccia con la pistola.
Rikki convince Sydney a seguirla nel ritiro nel deserto organizzato da Martin con tutti i membri della setta. Sydney inizia a rendersi conto che Martin non è quello che sembra quando scopre che l'uomo è sposato con Rikki e dedito alla poligamia, ma, soprattutto, quando Martin chiede ai nuovi membri della setta di scrivere ai familiari per chiedere loro l'invio di denaro. A questo punto, Sydney decide di tornare a Melrose; Martin si mostra accondiscendente, ma alla prima occasione rapisce Sydney e la costringe a passare la notte in un piccolo sgabuzzino chiuso a chiave.
- Altri interpreti: Betsy Lynn George (membro della setta), Traci Lords (Rikki Abbott), Tom Schanley (John Rawlings), Ramy Zada (Martin Abbott), Marcia Cross (dott.ssa Kimberly Shaw).

## Anime al pascolo
- Titolo originale: St. Valentine's Day Massacre
- Diretto da: Chip Chalmers
- Scritto da: Kimberly Costello

### Trama
Sydney riesce a convincere Martin di voler aderire completamente alla sua setta e, per questo, viene liberata. Jane, fatte alcune ricerche sul conto di Martin, chiede a Jake di accompagnarla nel deserto per recuperare la sorella; una volta arrivati, però, Sydney insiste che accettino la sua scelta di vita. Non convinti, Jane e Jake si ripresentano il giorno dopo e, quando Martin chiede a Sydney di sparare ai due, la ragazza fa partire qualche colpo contro la roulotte del suo guru e scappa con la sorella.
Kimberly inizia a sospettare che dietro l'interesse di Michael per Amanda ci sia più di un semplice rapporto medico paziente.
Alison e Billy passano la notte di San Valentino insieme.
Matt rifiuta il corteggiamento di John e il detective accetta di accompagnare Jo a fare delle fotografie di Los Angeles di notte, pur di fare colpo su Matt. Durante la notte, John riceve una chiamata d'emergenza per l'avvistamento di un presunto spacciatore; giunti sul posto, John chiede a Jo di non scendere dall'auto mentre lui si reca a controllare. Jo disobbedisce e, di nascosto, fotografa John intento a picchiare brutalmente il criminale.
- Altri interpreti: Lindsey Ginter (detective Banning), Traci Lords (Rikki Abbott), Mark Metcalf (detective Bob Wilkens), Tom Schanley (John Rawlings), Ramy Zada (Martin Abbott), Marcia Cross (dott.ssa Kimberly Shaw).

## Complotti e passione
- Titolo originale: Breakfast at Tiffany's, Dinner at Eight
- Diretto da: Victoria Hochberg
- Scritto da: Allison Robbins

### Trama
Amanda e Michael si recano a New York per cercare di convincere un famoso oncologo, il dottor Steele, a inserire Amanda tra i pazienti in cura nel suo programma sperimentale. Kimberly, venuta a sapere che il marito è a New York con Amanda e non per motivi lavorativi come invece le aveva fatto credere, telefona al dottor Steele e lo convince che il vero scopo della visita di Michael sia quello di impossessarsi dei risultati della sua ricerca. In seguito Kimberly telefona ad Amanda per dirle che il suo caso è disperato dal punto di vista clinico. Michael riesce tuttavia a far sì che il dottor Steele visiti Amanda e, in preda all'euforia, bacia l'amica. La donna lo respinge in un primo momento, ma poi si lascia andare all'effusioni con il dottor Mancini.
Senza Amanda alla D&D, Alison e Billy non riescono a convincere un cliente a rinnovare il contratto con la loro ditta e anche l'ultimo disperato tentativo da parte di Alison di far leva sulle gravi condizioni di salute di Amanda, contravvenendo così alla discrezione richiesta, non ha alcun esito positivo.
John mette a soqquadro l'appartamento di Jo alla ricerca delle foto che la ragazza ha scattato mentre il detective assaliva uno spacciatore; John è ignaro che le fotografie in questione sono state affidate a Matt, il quale decide di consegnarle alla polizia quando la situazione precipita e il ragazzo aggredito muore. Preso dal panico, John si presenta nell'appartamento di Matt proprio quando quest'ultimo sta cenando con Jo e punta la pistola contro entrambi minacciandoli.
Jane convince Jake a riassumere Sydney da Shooters; la ragazza è ben contenta di accettare, ma rimane delusa quando si accorge dell'intimità nata tra la sorella e l'ex.
- Altri interpreti: Kenneth Danziger (gioielliere di 'Tiffany'), Michael Greene (Franklin), Mimi Lieber (segretaria del dottor Steele), Mark Metcalf (detective Bob Wilkens), Tom Schanley (John Rawlings), Granville Van Dusen (dott. Steele), Marcia Cross (dott.ssa Kimberly Shaw).

## Colpita alle spalle
- Titolo originale: And the Winner Is...
- Diretto da: Richard Lang
- Scritto da: Dee Johnson

### Trama
Michael porta Amanda a Santa Barbara per trascorrere un weekend di riposo e di relax. Kimberly, venuta a sapere casualmente della cosa, si presenta da loro mentre stanno facendo un bagno nella vasca idromassaggio e minaccia di buttare in acqua una lampada in funzione. Michael riesce a tranquillizzare la moglie dicendole che Amanda sta vivendo una sorta di transfert e per questo si sente legata al suo dottore.
Alison si reca negli uffici della società che organizza un premio molto ambito tra i pubblicitari per iscrivere Amanda al concorso; l'impiegata addetta a prendere nota delle iscrizioni, nonché giurata al concorso, Brooke Armstrong, convince Alison a partecipare a sua volta alla gara. La sera della premiazione, Michael si offre di accompagnare Amanda garantendole che il suo matrimonio sta per finire. Il premio viene vinto da Alison che promette di raccomandare Brooke affinché venga assunta alla D&D.
Sydney dichiara guerra a Jane per conquistare il cuore di Jake e interrompe bruscamente un appuntamento tra i due, chiedendo al ragazzo di andare a prenderle in un locale malfamato dove era arrivata dopo essere rimasta a piedi con la macchina. Jake si rende conto che la sua relazione con Jane non ha futuro.
- Guest star: Kristin Davis (Brooke Armstrong).
- Altri interpreti: Thomas Kopache (dottore di Amanda), Mick Murray (Cal), Chuck Woolery (se stesso), Marcia Cross (dott.ssa Kimberly Shaw).

## Errori del passato
- Titolo originale: Love and Death 101
- Diretto da: Jefferson Kibbee
- Scritto da: Frank South

### Trama
Jake viene contattato da un amico che lo informa della morte della madre. Insieme a Jo si reca a Ellensburg per celebrare il funerale della donna; qui ritrova il fratellastro Jess, il quale prova dei profondi sensi di colpa per la morte della madre e risentimento verso Jake che se n'era andato da casa da adolescente, lasciando Jess solo a occuparsi della donna alcolizzata. Jo e Jake passano la notte insieme, ma decidono ancora una volta di non riprendere la loro relazione.
Dopo la vittoria del premio pubblicitario, il consiglio della D&D decide di nominare Alison nuova presidente della società, licenziando Amanda. Alison non riesce a gestire la nuova situazione, adotta dei metodi piuttosto arroganti con i suoi collaboratori, seduce Billy e l'abbandona il mattino dopo.
Michael fa causa alla città per un milione di dollari, sostenendo che l'incidente automobilistico che ha coinvolto lui e Kimberly fosse stato causato dalla pessima manutenzione delle strade; riesce infine a raggiungere un patteggiamento di centomila dollari. Per non dividere la somma con la moglie, convince Kimberly ad andare a un colloquio di lavoro a Rochester, mentre un'Amanda gravemente malata si trasferisce momentaneamente presso la casa sulla spiaggia. Michael trova Amanda svenuta e l'accompagna al pronto soccorso; in sua assenza, Kimberly rientra prima del previsto e scopre l'ennesimo tradimento del marito.
- Special guest star: Dan Cortese (Jess Hanson).
- Guest star: Kristin Davis (Brooke Armstrong).
- Altri interpreti: Daryl Anderson (Scott Schenkman), Noah Emmerich (Sam Bennett), Michael Laskin (Ryan), Marcia Cross (dott.ssa Kimberly Shaw).
- Nota. Jane non appare nell'episodio.

## Il fratello prodigo
- Titolo originale: To Live & Die in Malibu
- Diretto da: Chip Chalmers
- Scritto da: Carol Mendelsohn

### Trama
Alison ha una violenta lite con Jo a proposito di un servizio fotografico nella villa di Hayley Armstrong, il padre di Brooke che ha accettato di lasciare utilizzare la propria casa come location per una campagna pubblicitaria. Dopo aver parlato con Hayley, Alison promuove Brooke a sua assistente personale.
Brooke dice a Billy di essere fidanzata con un certo Lowell, ma di non nutrire nessun sentimento per il ragazzo dal momento che è stato il padre a combinare il matrimonio.
Jess arriva a Los Angeles e chiede a Jake un lavoro da Shooters e un posto in cui stare, nella speranza di poter redimersi dagli errori del passato; Sydney non si fida del ragazzo, soprattutto dopo averlo scoperto intento e frugare negli archivi del locale.
Brooke, Lowell, Alison e Billy escono a cena insieme; quando Billy si reca in bagno, Brooke lo raggiunge e gli salta letteralmente addosso.
Amanda convince Brooke a farle da spia alla D&D per riuscire a spodestare Alison dal nuovo ruolo di presidente.
Kimberly, scoperto il tradimento di Michael con Amanda e il risarcimento del comune, cerca di sfruttare l'assegno della città per tenersi stretto il marito; Michael sembra accondiscendente, ma una volta ottenuto il denaro da Kimberly, le fa recapitare i documenti per il divorzio. Kimberly, disperata, tenta il suicidio con pillole e alcool; Michael rientra in casa in tempo per salvarla, ma decide di non chiamare i soccorsi.
- Special guest star: Dan Cortese (Jess Hanson), Perry King (Hayley Armstrong).
- Guest star: Kristin Davis (Brooke Armstrong).
- Altri interpreti: Daryl Anderson (Scott Schenkman), Patrick Fabian (Lowell), Marcia Cross (dott.ssa Kimberly Shaw).

## Doppio gioco
- Titolo originale: All About Brooke
- Diretto da: Victoria Hochberg
- Scritto da: Dee Johnson

### Trama
Michael è costretto a chiamare un'ambulanza per Kimberly quando Sydney sopraggiunge alla casa sulla spiaggia e si accorge del tentato suicidio della donna. Sydney ruba la lettera d'addio che ha scritto Kimberly. Una volta risvegliatasi, la donna denuncia Michael per tentato omicidio e convince Sydney, dietro il pagamento di 50 000 dollari, a sostituire la confezione di vitamine con quella dei sonniferi in modo da fornire alla polizia una prova schiacciante della colpevolezza di Michael. Quest'ultimo si vede minacciato da Sydney che gli chiede 50 000 dollari in cambio della lettera rubata. Kimberly è costretta a lasciare la città, ma prima promette vendetta a Sydney.
Le condizioni di Amanda migliorano notevolmente e la donna viene dimessa. Michael le chiede di sposarlo, ma Amanda si mette a ridere e gli confessa di non avere più bisogno di lui.
Billy e Brooke convincono Alison a riassumere Amanda come impiegata.
Brooke rivela a Billy di aver rotto il fidanzamento con Lowell: i due iniziano a frequentarsi di nascosto da Alison.
Jess ruba una carta di credito dimenticata su di un tavolino da Shooters e invita Jake e Jo a cena in un ristorante costoso. I due fratelli arrivano a discutere animatamente quando Jake chiede da dove provenga la carta di credito.
- Special guest star: Dan Cortese (Jess Hanson).
- Guest star: Kristin Davis (Brooke Armstrong).
- Altri interpreti: Sal Landi (detective Hayesnome), Marcia Cross (dott.ssa Kimberly Shaw).
- Nota. Jane e Matt non appaiono nell'episodio.

## In fondo all'anima
- Titolo originale: Melrose Impossible
- Diretto da: Frank South
- Scritto da: Frank South

### Trama
Per evitare la bancarotta, Jane è costretta ad accettare l'offerta di Sydney d'investire i suoi soldi nella Mancini Designs diventandone la presidente.
Kimberly inizia a frequentare un corso paramilitare chiamato "Mai più vittime" il cui scopo è quello di rendere più forti le donne partecipanti e consapevoli del loro potenziale. Durante una prova particolarmente intensa, Kimberly ha un'allucinazione nella quale vede Jane, Jo, Amanda e Sydney prendersi gioco di lei.
Amanda non riesce a far capire a Michael che la loro relazione è terminata e il medico inizia a molestarla con continue telefonate.
Alison presenta una nuova campagna pubblicitaria a un cliente nella quale una donna si butta dalla finestra quando vede passare un furgoncino pieno dei biscotti di cui il cliente è il rappresentante, facendo una terribile gaffe in quanto la madre del cliente è morta buttandosi dal suo appartamento. L'idea originale della campagna era di Amanda, ma la donna riesce a convincere Alison della sua buonafede.
Jo accetta di uscire con Jess, ma non vuole dare un seguito a un eventuale relazione; i due, però, non riescono a dare un freno ai loro istinti.
- Special guest star: Dan Cortese (Jess Hanson).
- Guest star: Kristin Davis (Brooke Armstrong).
- Altri interpreti: Stuart Fratkin (Tyler Hirsch), Thomas Kopache (dottore di 	Amanda), Harrison Page (sergente), Mackenzie Phillips (Maureen Dodd), Marcia Cross (dott.ssa Kimberly Shaw).

## Lunga vita alla regina
- Titolo originale: A Hose by Any Other Name
- Diretto da: Charles Correll
- Scritto da: Allison Robbins

### Trama
Sydney rivela a Jake di aver visto Jess entrare nell'appartamento di Jo e di aver sentito rumori inequivocabili subito dopo; Jake affronta il fratello.
Amanda ottiene un ordine di restrizione nei confronti di Michael, il quale si presenta lo stesso dall'ex amante per attaccarla. In seguito, Michael accetta l'offerta di Sydney di pagargli l'affitto in cambio di sesso.
Kimberly riceve il diploma del corso paramilitare prima del tempo previsto, dal momento che ha causato la rottura del braccio del suo addestratore. Tornata in città, fa ammenda con Michael e con Matt per via del suo comportamento.
Matt inizia a frequentare Paul Graham, il nuovo chirurgo plastico del Wilshire Memorial.
Sydney si accorda con alcuni produttori di collant per distribuire i loro prodotti; in seguito lei e Jane scoprono che i collant sono di copertura per lo smercio di eroina.
Il piano di Amanda e di Brooke per togliere la poltrona ad Alison porta ai risvolti sperati: Alison viene portata di fronte al consiglio di amministrazione della D&D e fatta passare per incompetente. Il consiglio decide di riassumere Amanda come presidente e di licenziare Alison.
- Special guest star: Dan Cortese (Jess Hanson).
- Guest star: Kristin Davis (Brooke Armstrong).
- Altri interpreti: David Beecroft (dott. Paul Graham), Harrison Page (sergente), Mackenzie Phillips (Maureen Dodd), Kario Salem (Vince McConnell), Dana Sparks (Carol Graham), Robert Torti (Jim Stone), Marcia Cross (dott.ssa Kimberly Shaw).

## Vendetta contro vendetta
- Titolo originale: Kiss Kisss Bang Bang
- Diretto da: Richard Lang
- Scritto da: Dee Johnson

### Trama
Brooke riesce a convincere il padre a offrire un lavoro ad Alison a Hong Kong; Billy, dopo aver parlato con la fidanzata, persuade Alison ad accettare l'offerta. Il giorno della partenza, Brooke accompagna all'aeroporto l'amica che le affida una lettera nella quale dichiara il suo amore per l'ex fidanzato; Brooke non solo distrugge la lettera, ma ne scrive anche un'altra dai toni distaccati.
Carol si presenta nell'ufficio di Matt accusandolo di aver sedotto il marito Paul e approfittato di lui e intimandolo di uscire dalle loro vite.
Uno dei commercianti di droga contatta Sydney e le rivela di essere un agente dell'FBI sotto copertura; volendo aiutare la ragazza, le consiglia di dimettersi dal ruolo di presidente della Mancini Designs e le comunica la data nella quale verranno arrestati i trafficanti di droga e Jane, in quel giorno Sydney dovrà presentarsi in uno sperduto bar e comunicare una misteriosa parola d'ordine al cameriere. La ragazza segue alla lettera tutte le indicazioni, ma una volta tornata all'atelier si rende conto che tutta l'operazione era stata ideata da Jane per riappropriarsi della sua attività.
Jake allontana dal suo appartamento il fratello e lo licenzia da Shooters. Jess, allora, ingaggia un teppista affinché uccida Jake inscenando una rapina nel suo locale.
- Special guest star: Dan Cortese (Jess Hanson), Perry King (Hayley Armstrong).
- Guest star: Kristin Davis (Brooke Armstrong).
- Altri interpreti: David Beecroft (dott. Paul Graham), Francis X. McCarthy (dott. Calvin Hobbs), Romy Rosemont, Kario Salem (Vince McConnell), James Short (teppista complice di Jess), Dana Sparks (Carol Graham), Robert Torti (Jim Stone), Marcia Cross (dott.ssa Kimberly Shaw).

## Tessendo la tela
- Titolo originale: Framing of the Shrews
- Diretto da: Chip Chalmers
- Scritto da: Kimberly Costello

### Trama
Jake sospetta che dietro al suo ferimento ci sia Jess, il quale decide di occuparsi di Shooters mentre il fratello è in ospedale. Jo, invece, non accetta la colpevolezza dell'amante.
Billy chiede a Brooke di sposarlo, ignaro che la ragazza stia impedendo ad Alison di comunicare con lui per evitare che i due facciano chiarezza sui loro sentimenti.
Paul dice a Matt di essere in procinto di divorziare dalla moglie e gli chiede se possa dargli una mano con il trasloco. Una volta arrivato a casa del ragazzo, Matt si ferma in macchina ad aspettarlo, mentre Paul, nel suo appartamento, dice a Carol che Matt staziona sotto la loro casa per delle ore perché innamorato e non corrisposto.
Kimberly inizia a mettere in atto un piano per vendicarsi di Michael; vandalizza la macchina di Amanda e le fa credere che il responsabile sia il dottore, inoltre si presenta alla casa sulla spiaggia in assenza di Michael, distrugge alcune suppellettili, si strappa il vestito e si procura dei graffi; infine chiama la polizia e inscena un'aggressione da parte di Michael, il quale viene arrestato per violenza domestica. Tornata al motel, Kimberly inizia a vedere nello specchio l'immagine di un uomo, Henry, che la incita alla vendetta.
- Special guest star: Dan Cortese (Jess Hanson).
- Guest star: Kristin Davis (Brooke Armstrong).
- Altri interpreti: David Beecroft (dott. Paul Graham), Bok Yun Chon (Lin), Zitto Kazann (Henry), James Short (teppista complice di Jess), Dana Sparks (Carol Graham), Marcia Cross (dott.ssa Kimberly Shaw).
- Nota. Jane non appare nell'episodio.

## Cambiano le carte
- Titolo originale: The Big Bang Theory (1)
- Diretto da: Charles Correll
- Scritto da: Carol Mendelsohn, Allison Robbins e Dee Johnson

### Trama
Alison scopre da Amanda che Brooke sta per sposarsi con Billy; un collega, inoltre, le rivela che la posizione da lei assunta a Hong Kong è stata creata appositamente da Hayley per tenerla lontana dalla figlia. Alison si licenzia e si affretta a prendere il primo volo per Los Angeles, mentre Brooke convince Billy a passare la notte prima delle nozze nella casa del padre per impedire un possibile incontro con la ex.
Peter Burns paga la cauzione di Michael e gli confida di aver passato in carcere solo pochi giorni grazie all'intervento del suo avvocato. Peter è disposto ad aiutare Michael a patto che quest'ultimo ritratti la deposizione a suo carico nel processo che l'accusa del tentato omicidio di Amanda.
Kimberly affronta Peter, il quale si mostra interessato sentimentalmente alla donna.
Jane, ormai prossima alla bancarotta, scopre che Richard Hart, socio della Mackenzie Hart, famosa casa di moda, è un cliente di Amanda e, intenzionata a mostrargli i suoi modelli, si presenta da lui in modo arrogante.
Paul continua a mentire a Matt assicurandogli che il divorzio dalla moglie sia ormai imminente.
Jess, ottenuto un lavoro presso un cantiere edile, propone a Jo di sposarlo, ma la donna rifiuta considerando l'offerta troppo affrettata.
Kimberly continua a vedere negli specchi l'immagine di Henry, mentre Sydney e Michael sospettano che la donna stia progettando un piano criminale. Sydney entra furtivamente nella stanza di Kimberly e trova un'inquietante serie di fotografie che ritraggono lei, Michael e Amanda.
- Special guest star: Dan Cortese (Jess Hanson), Perry King (Hayley Armstrong).
- Guest star: Kristin Davis (Brooke Armstrong).
- Altri interpreti: David Beecroft (dott. Paul Graham), Morgan Brittany (Mackenzie Hart), Zitto Kazann (Henry), Patrick Muldoon (Richard Hart), Dana Sparks (Carol Graham), Thomas Wagner (sergente Dunning), Jack Wagner (dott. Peter Burns), Marcia Cross (dott.ssa Kimberly Shaw).

## Tutto in una notte
- Titolo originale: The Big Bang Theory (2)
- Diretto da: Charles Correll
- Scritto da: Carol Mendelsohn, Allison Robbins e Dee Johnson

### Trama
Alison non riesce ad arrivare in tempo per parlare con Billy prima dell'inizio del matrimonio e irrompe durante la cerimonia dichiarando tutto il suo amore per il ragazzo, ma viene allontanata bruscamente dalla sicurezza. Tornata a Melrose, la ragazza si ubriaca.
Jane seduce Richard, anche se si rende presto conto che l'uomo è ancora legato all'ex moglie Mackenzie.
Paul invita Matt a casa sua pregandogli di preparare la cena. Arrivato nell'appartamento, Matt fa partire involontariamente l'allarme e trova il corpo di Carol privo di vita. Poco dopo arriva la polizia che l'arresta accusandolo dell'omicidio della donna.
Dopo l'ennesimo rifiuto di Jo che non accetta di sposarlo, Jess la colpisce selvaggiamente. Jake, di ritorno dal matrimonio di Billy, trova Jo che, per il dolore, non riesce nemmeno ad alzarsi; a questo punto, Jake si reca al cantiere dal fratellastro e, durante uno scontro nel quale Jess ammette di aver picchiato Jo e di essere il mandante della rapina con sparatoria da Shooters, i due cadono rovinosamente dall'impalcatura, alta diversi metri.
Dopo aver compreso che i sentimenti di Peter nei suoi confronti erano solo dettato dall'interesse, Kimberly accetta di seguire i consigli di Henry per vendicarsi dei suoi nemici. Sydney, che non è riuscita a convincere la polizia dei piani di Kimberly, inizia a pedinare la donna e scopre che sta progettando di far esplodere Melrose Place. Kimberly, tuttavia, si accorge di Sydney, la imprigiona nella lavanderia e obbliga la ragazza a chiamare Michael dicendogli di presentarsi nel condominio il prima possibile. Kimberly ha piazzato quattro bombe nel complesso: la prima farà esplodere la lavanderia, la seconda l'appartamento di Alison, "colpevole" di abitare vicino a Matt, nel cui appartamento è presente la terza bomba, infine l'esplosione più grande avverrà nell'appartamento di Amanda. Una volta arrivato, Michael riesce a stordire Kimberly e a liberare Sydney; Michael e Sydney iniziano ad avvisare gli altri condomini della presenza dell'esplosivo (compresi Brooke e Billy, a Melrose Place per recuperare i biglietti della luna di miele, Peter che si era presentato per vedere Amanda dopo che Kimberly gli aveva lasciato un falso biglietto e Mackenzie che ha scoperto la relazione di Jane e Richard). All'ultimo minuto, tuttavia, Kimberly esce dalla lavanderia e si presenta impugnando il detonatore.
- Special guest star: Dan Cortese (Jess Hanson), Perry King (Hayley Armstrong).
- Guest star: Kristin Davis (Brooke Armstrong).
- Altri interpreti: David Beecroft (dott. Paul Graham), Morgan Brittany (Mackenzie Hart), Zitto Kazann (Henry), Patrick Muldoon (Richard Hart), Dana Sparks (Carol Graham), Thomas Wagner (sergente Dunning), Jack Wagner (dott. Peter Burns), Marcia Cross (dott.ssa Kimberly Shaw).